# Žoprače
Žoprače (nemško Selpritsch) je naselje v Občini Vrba na Koroškem v Okraju Beljak-dežela na Koroškem v Avstriji.